# سياسة طاقة الرياح في الولايات المتحدة
تزامنت سياسة طاقة الرياح الحديثة في الولايات المتحدة مع بداية استثمار طاقة الرياح الحديثة في الولايات المتحدة، والتي بدأت في أوائل ثمانينيات القرن العشرين، مع وصول توربينات الرياح على مستوى المرافق إلى كاليفورنيا في مزرعة الرياح في ممر ألتامونت. تحمل هذا الاستثمار منذ ذلك الحين الشكوك المالية الناجمة عن برنامج حوافز ضريبية شديد التقلب. عانت مشاريع الرياح المبكرة المدفوعة بخصومات ضريبية استثمارية على أساس التركيب بدلًا من الأداء، من مشكلات انخفاض الإنتاجية وموثوقية المعدات. انتهت صلاحية هذه الإعفاءات الضريبية الاستثمارية في عام 1986، ما أجبر المستثمرين على التركيز على تحسين موثوقية توربيناتهم وكفاءتها.
شهدت تسعينيات القرن العشرين ظهور نوع جديد من الإعفاء الضريبي، وهو الإعفاء الضريبي للإنتاج والذي دفع بالتحسينات التكنولوجية لتوربينات الرياح للتحسن بشكل أكبر من خلال تشجيع المستثمرين على التركيز على إنتاج الكهرباء بدلًا من التركيب.
تُوجه سياسات طاقة الرياح بشكل عام إلى ثلاث فئات:
1. منظمات البحث والتطوير.
2. مولدات تجارية/سكنية.
3. المصنعون والمنتجون.

بهدف من الهدفين:
1. تقديم حوافز أو طلب إنتاج توربينات الرياح وتركيبها أو إنتاج الكهرباء من الرياح.
2. تسهيل الموقع المناسب لتوربينات الرياح.

جاءت الحوافز تاريخيًا في شكل إعفاءات ضريبية للإنتاج أو التثبيت، ومنح، ومعايير حافظة الطاقة المتجددة، على المستويات الحكومية الفيدرالية والولائية والمحلية. جاءت السياسة التي تسهل الموقع المناسب تاريخيًا في شكل مراسيم محلية ومتطلبات التصريح.

## خلفية
يعد استثمار طاقة الرياح جزءًا من استثمار الطاقات التي توسعت بسرعة في الولايات المتحدة على مدى السنوات العديدة الماضية. جرى توليد 379.8 تيراواط/ساعة بواسطة طاقة الرياح، أي ما يعادل 9.23% من الكهرباء في الولايات المتحدة بين يناير وديسمبر 2021. يولد متوسط توربينات الرياح في 46 دقيقة ما يكفي من الكهرباء لتشغيل المنزل الأمريكي العادي لمدة شهر واحد. تجاوزت طاقة الرياح الطاقة الكهرومائية كأكبر مصدر للطاقة المتجددة في الولايات المتحدة في عام 2019.
بلغ إجمالي قدرة توليد لوحة طاقة الرياح المثبتة في الولايات المتحدة 141.300 ميجاواط اعتبارًا من يناير 2023. تجاوزت الصين- والاتحاد الأوروبي- هذه المقدرة. بُلغ أكبر نمو في قدرة طاقة الرياح في عام 2020 عندما أُنتج 16913 ميجاواط من طاقة الرياح، ومن ثم في عام 2021 عندما أُنتج 13365 ميجاواط، بينما شهد عام 2012 إضافة تمثلت بحوالي 11895 ميجاواط، أي 26.5% من سعة الطاقة التي أُنتجت خلال ذلك العام.
امتلكت 19 ولاية بحلول سبتمبر 2019 طاقة مركبة أكبر من 1000 ميجاواط، وقد ولدت خمس ولايات (تكساس، وأيوا، وأوكلاهوما، وكانساس، وكاليفورنيا) أكثر من نصف إجمالي طاقة الرياح في البلاد. امتلكت ولاية تكساس بسعة طاقة بالغة 28843 ميجاواط- 16.8% من استخدام الكهرباء في الولاية- أكبر سعة طاقة رياح مثبتة في أي ولاية أمريكية في نهاية عام 2019. تعد ولاية تكساس أكثر الولايات قيد التركيب، وكانت ولاية أيوا الولاية التي تولد أعلى نسبة من الطاقة من طاقة الرياح بأكثر من 57% من إجمالي الطاقة المنتجة، بينما حققت ولاية داكوتا الشمالية أكبر نسبة توليد من الرياح بالنسبة للفرد.
يعد مركز ألتا لطاقة الرياح في كاليفورنيا أكبر مزرعة رياح في الولايات المتحدة بسعة 1548 ميجاواط، بينما كانت جنرال جي إي باور أكبر مصنع محلي لتوربينات الرياح.

## التاريخ التشريعي للطاقة في الولايات المتحدة
اكتسبت سياسة الطاقة المتجددة الاهتمام بعد أزمات النفط في سبعينيات القرن العشرين والمخاوف البيئية، لأنها وفرت التنويع في حافظة قانون سياسة الطاقة والحفظ الأمريكي (القانون العام 163-94). كانت طاقة الرياح من بين خيارات الطاقة المتجددة المدرجة في سياسة الطاقة ابتداءً من سبعينيات القرن العشرين واستمرت حتى يومنا هذا. يمكن إرجاع الفضل في نمو استثمار طاقة الرياح إلى حد كبير إلى السياسة العامة التي توفر الحوافز والتقدم التكنولوجي، ما يجعل طاقة الرياح واحدة من خيارات الطاقة المتجددة قليلة التكلفة التنافسية. انخفضت تكلفة كل كيلو واط/ساعة من طاقة الرياح بشكل كبير منذ ثمانينيات القرن العشرين، لكنها لا تمثل إلا جزء صغير من الطلب على الكهرباء في الولايات المتحدة.
كان لسياسة طاقة الرياح طريقتان للنهوض بهذا الاستثمار: زيادة التنفيذ أو تحسين التكنولوجيا، والنهوض بالصناعة بأكملها ككل بالجمع بين التنفيذ والتكنولوجيا. يحدد التاريخ التشريعي السياسة العامة التي بدأت منذ سبعينيات القرن العشرين وصولًا إلى تشريعات الطاقة الحالية، وما هي الآثار التي أحدثتها على الطاقة المتجددة، وخاصة الرياح.

### قانون سياسة الطاقة والحفظ 1975
وقّع الرئيس جيرالد فورد على هذا القانون، وقد صُمم لخفض الطلب على الطاقة. صدر هذا القانون أساسًا نتيجة أزمة النفط في سبعينيات القرن العشرين، لكنه شجع أيضًا البرامج والأبحاث والمشاريع التي تتناول أنواع الوقود البديلة. وُجه وزير الطاقة لإبلاغ الكونغرس بالجدوى والتقدم في هذه المسألة.

### قانون سياسات تنظيم المرافق العامة لعام 1978
كان قانون سياسات تنظيم المرافق العامة الصادر عام 1978 مهمًا جدًا لزيادة إنتاج الكهرباء من مرافق الطاقة المتجددة. تطلب القانون ارتباط المرافق الكهربائية مع مرافق إنتاج الطاقة المتجددة، ومن ثم سيتعين عليها شراء تلك القوة بسعر تفرضه الولاية ويساوي التكلفة المتجنبة، وهي التكلفة التي تتجنبها المرافق من خلال شراء هذه القوة، على عكس بناء وحدات جديدة، يتكون من رأس المال وتكاليف تشغيل الوحدات المتنازل عنها.

### قانون تنافسية الطاقة المتجددة وكفاءة الطاقة لعام 1989
تمثل الغرض من قانون تنافسية الطاقة المتجددة وكفاءة الطاقة لعام 1989 في وضع أهداف محددة للولايات المتحدة فيما يتعلق ببرامج الرياح، والخلايا الكهروضوئية، والطاقة الحرارية الشمسية. تشمل الأهداف المحددة بالنسبة لطاقة الرياح «تحسين منهجيات التصميم وتطوير توربينات رياح أكثر موثوقية وكفاءة لزيادة القدرة التنافسية لتكلفة طاقة الرياح. يجب أن تركز جهود البحث على: (1) الأنشطة التي تعالج المشاكل التقنية على المدى القريب وتساعد القطاع الخاص على استغلال فرص سوق استثمار طاقة الرياح، (2) وتطوير تقنيات مثل الجنيحات المحسنة والمولدات متغيرة السرعة لزيادة إنتاج توربينات الرياح وتقليل تكاليف الصيانة، عن طريق تقليل الإجهاد والتعب الهيكلي، (3) وزيادة المعرفة الأساسية بالديناميكا الهوائية والديناميات الهيكلية والتعب وتفاعلات الأنظمة الكهربائية كما هي مطبقة على تكنولوجيا طاقة الرياح، (4) وتحسين توافق الكهرباء المنتجة من مزارع الرياح مع احتياجات المرافق التقليدية».
استمرت التشريعات بتحديد أهداف برنامج أبحاث طاقة الرياح: «(1) خفض متوسط تكاليف طاقة الرياح إلى 3-5 سنتات لكل كيلوواط/ساعة بحلول عام 1995، (2) وخفض التكاليف الرأسمالية لأنظمة طاقة الرياح الجديدة إلى 500-750 دولار لكل كيلوواط من القدرة المركبة بحلول عام 1995، (3) وخفض تكاليف التشغيل والصيانة لأنظمة طاقة الرياح إلى أقل من سنت واحد لكل كيلوواط/ساعة بحلول عام 1995، (4) وزيادة عوامل القدرة لأنظمة طاقة الرياح الجديدة إلى 25%-35% بحلول عام 1995».

### قانون حوافز إنتاج الطاقة الشمسية وطاقة الرياح والطاقة المولدة من النفايات والطاقة الحرارية الأرضية لعام 1990
يعد هذا القانون بمثابة تعديل لقانون سياسات تنظيم المرافق العامة لعام 1978 وقانون السلطة الفيدرالي. يتمثل الغرض الرئيسي من القانون بإزالة قيود الحجم المفروضة على مرافق الطاقة المتجددة، مثل الطاقة الشمسية وطاقة الرياح، لتلقي مزايا القانون الجديد. سيشجع ذلك على تطوير إنتاج الطاقة المتجددة.
يحدد القانون المؤهلات وكيفية التطبيق والمواعيد النهائية للبناء ومتطلبات المنشآت. عُدل القانون في عام 1991، بسبب ثغرة فنية، ليشمل مرافق الطاقة المتجددة من جميع الأحجام.